# Nationaal park Circeo
Nationaal park Circeo (Italiaans: Parco nazionale del Circeo) is een nationaal park in Italië. Het heeft en oppervlakte van 8.484,00 ha en ligt in aan de kust in de regio Lazio (provincie Latina), halverwege Napels en Rome. Het park is gesticht in 1934.

## Landschap
Het landschap toont een grote verscheidenheid. In het park ligt onder meer een kilometers lang duinlandschap met plaatselijk een hoogte van 27 meter. Langs dit duin ligt een rij van vier kustmeren en vochtige gebieden die af en toe overstromen.
Het in het park gelegen bos, ‘Selva di Circe’, is met 3300 ha een van de grotere Italiaanse (kust)bossen. Opvallend deel van het park is de ‘Monte Circeo' of 'Promontorio del Circeo’, een rotsmassief met een 541-meter hoge rots die door zijn vorm associaties oproept met goden, heksen en helden.
Ook het 103 hectare grote eiland Zannone behoort tot het park. Zannone is opgebouwd uit verschillende gesteenten, deels van vulkanische oorsprong, deels meer dan 200 miljoen jaar oud.

## Flora en fauna
De vegetatie, flora en fauna varieert per type landschap.  
In het duingebied komen op de stranden zoutminnende planten voor zoals kamille. Hogerop is er struikgewas en bosgroei met soorten als Juniperus oxycedrus macrocarpa, mastiekboom (Pistacia lentiscus),  mirte (Myrtus communis), duindoorn, bosrank (Clematis vitalba), steeneik (Quercus ilex) en kamperfoelie (Lonicera). Zoogdieren in dit gebied zijn konijn en vos, vogels onder meer de strandplevier (Charadrius alexandrinus) en kleine plevier (Charadrius dubius).
In de waterrijke delen van het gebied is er langs de oevers van de meren en stromen een typische moerasvegetatie. Er komen meer dan 260 soorten vogels voor en zijn er in sommige winters meer dan 20.000 vogels. Het park vormt dan ook een belangrijke schakel in internationale vogeltrekroutes. Soorten zijn onder meer krakeend, smient, pijlstaarteend, slobeend, tafeleend en kuifeend. Meerkoeten komen in grote aantallen voor en ook aalscholvers zijn talrijk. Broedvogels zijn onder meer fuut, roerdomp, wilde eend en waterhoen.
In  het bos van het nationale  park komen verschillende typen vegetatie voor. In de drogere gebieden zijn kenmerkende eikensoorten moseik (Quercus cerris), de  Hongaarse eik Quercus frainetto, zomereik (Quercus robur), donzige eik (Quercus pubescens), kurkeik (Quercus suber) en steeneik (Quercus ilex) met als ondergroei muizendoorn (Ruscus aculeatus, de adelaarsvaren (Pteridium aquilinum) en wilde asperge (Asparagus acutifolius). Elders groeien  zomereik (Quercus robur), Fraxinus oxycarpa, zwarte els (Alnus glutinosa) en ratelpopulier (Populus tremula). In de vochtige delen groeien pitrus (Juncus effusus), grote kattenstaart (Lythrum salicaria), watertorkruid (Oenanthe aquatica), zeggesoorten (Carex spp.), watermunt (Mentha aquatica) en gele lis (Iris pseudacorus). 
Zeer talrijk is het wild zwijn en verder komen aan zoogdieren voor das, vos, haas en damhert. Reptielen in dit milieu zijn onder meer schildpadden, hagedissen, zwarte rattenslang en adders en amfibieën boomkikker en pad. Het bos herbergt daarnaast talloze vogels, onder andere de zwarte wouw, bosuil en winterkoning.
Het massief heeft aan de noordkant een vegetatie van typisch mediterraan altijdgroen bos met onder meer steeneik (Quercus ilex), Europese hopbeuk (Ostrya carpinifolia) en pluim-es (Fraxinus ornus) met als ondergroei de ligustersoort (Phillyrea latifolia), Rhamnus alaternus), boomheide (Erica arborea) en bezemstruik (Spartium junceum). Het zuidelijke deel is warm en droog met een begroeiing van vooral de grassoort Ampelodesmos mauritanicus. Op de kliffen groeien euphorbiastruiken (Euphorbia dendroides), Europese dwergpalm (Chamaerops humilis) en een endemische soort, de composiet Centaurea circae.
Dicht bij het zoute water komen voor een verwante van lamsoor (Limonium circaei), zeekraal en Inula crithmoides en op hoger gelegen plaatsen zouttolerante struiken als de jeneverbessoort Juniperus phoenicea en Thymelaea hirsuta (een struik uit de Peperboompjesfamilie). De fauna bestaat hier uit  wild zwijn, das, wezel en  diverse soorten vleermuizen die huizen in grotten. Vogelsoorten zijn slechtvalk, tapuit, zwarte roodstaart e.a. Ook komen er diverse soorten reptielen  en amfibieën voor.
Op Zannone  is er op veel plaatsen een typische borstelige mediterrane flora met onder meer heide, mastiekboom, mirte en Euphorbia. Elders op het eiland zijn bossen met steeneik en een ondergroei van heide en laurier.  Op het eiland  komen als standvogels voor onder andere de slechtvalk, bruine kiekendief, zilvermeeuw, en trekvogels als de zwarte roodstaart en de grasmus. Daarnaast zijn er ook endemische soorten reptielen en insecten (uit de ordes Lepidoptera en Orthoptera). Er is op Zannone een kleine kudde van wilde schapen.

## Archeologie en prehistorie
Verschillende  prehistorische en archeologische vondsten wijzen erop dat het gebied al zeer lange tijd door mensen bewoond wordt. Zo zijn er in 1939 resten van een Neanderthaler gevonden. Daarnaast zijn er vele vondsten uit de Romeinse tijd, zoals  kanalen en verwarmingsconstructies.

## Afbeeldingen

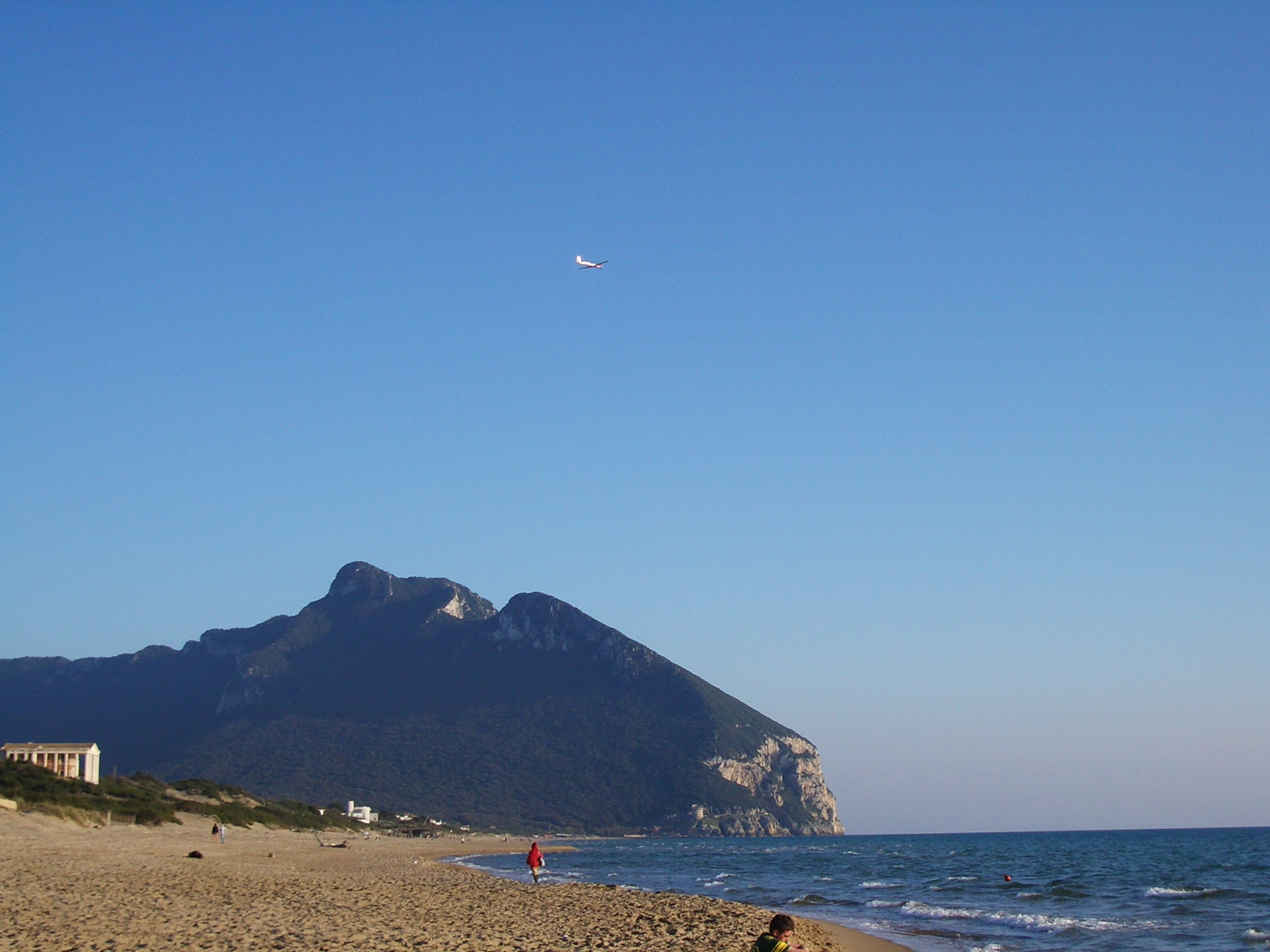
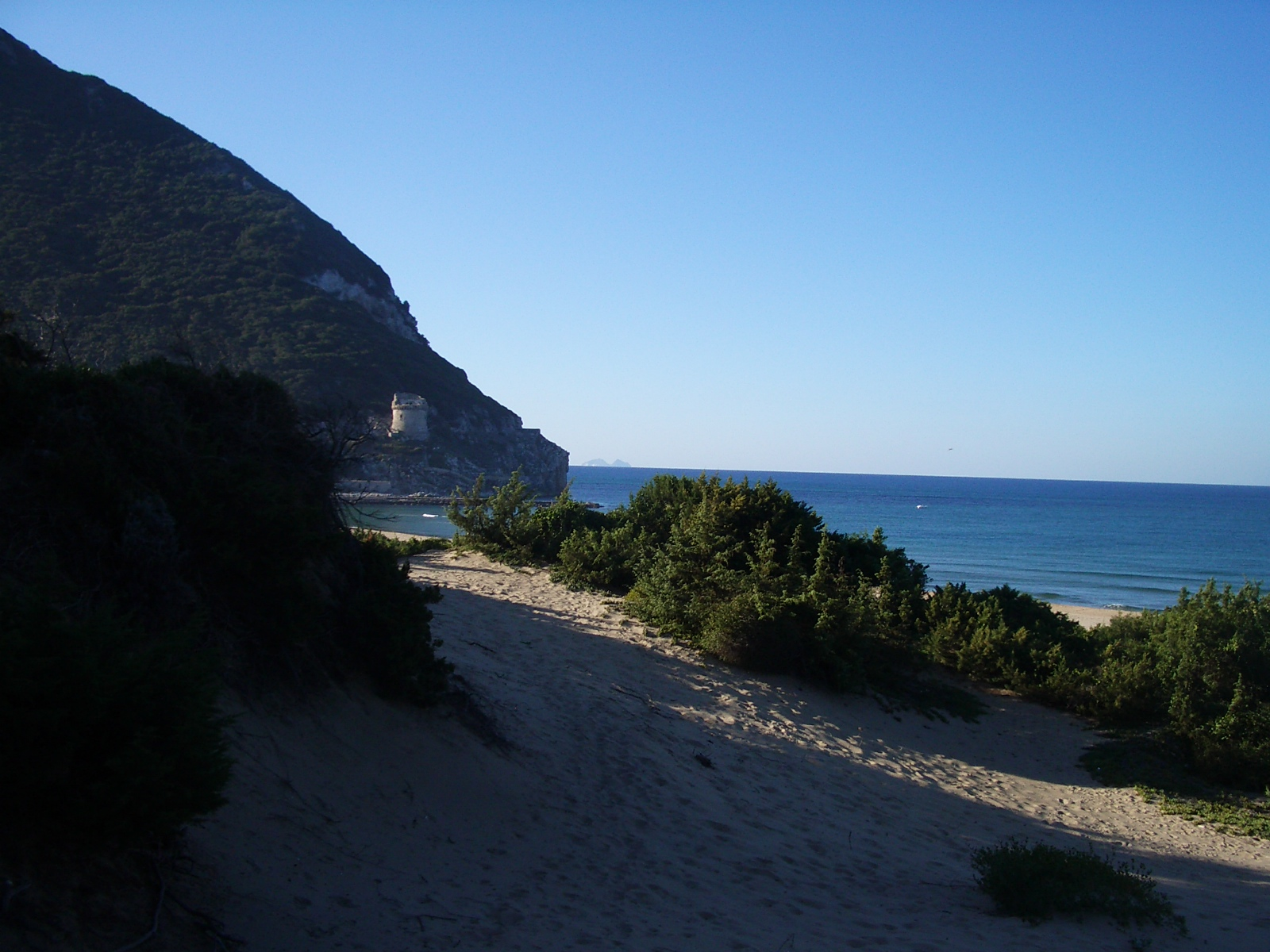
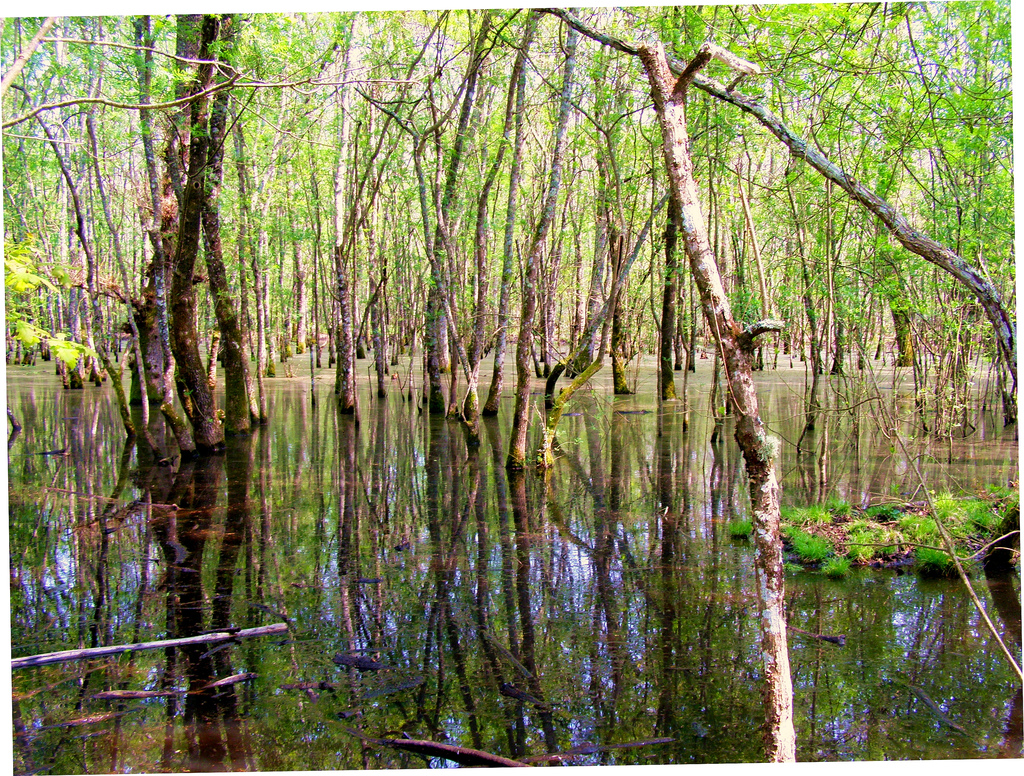
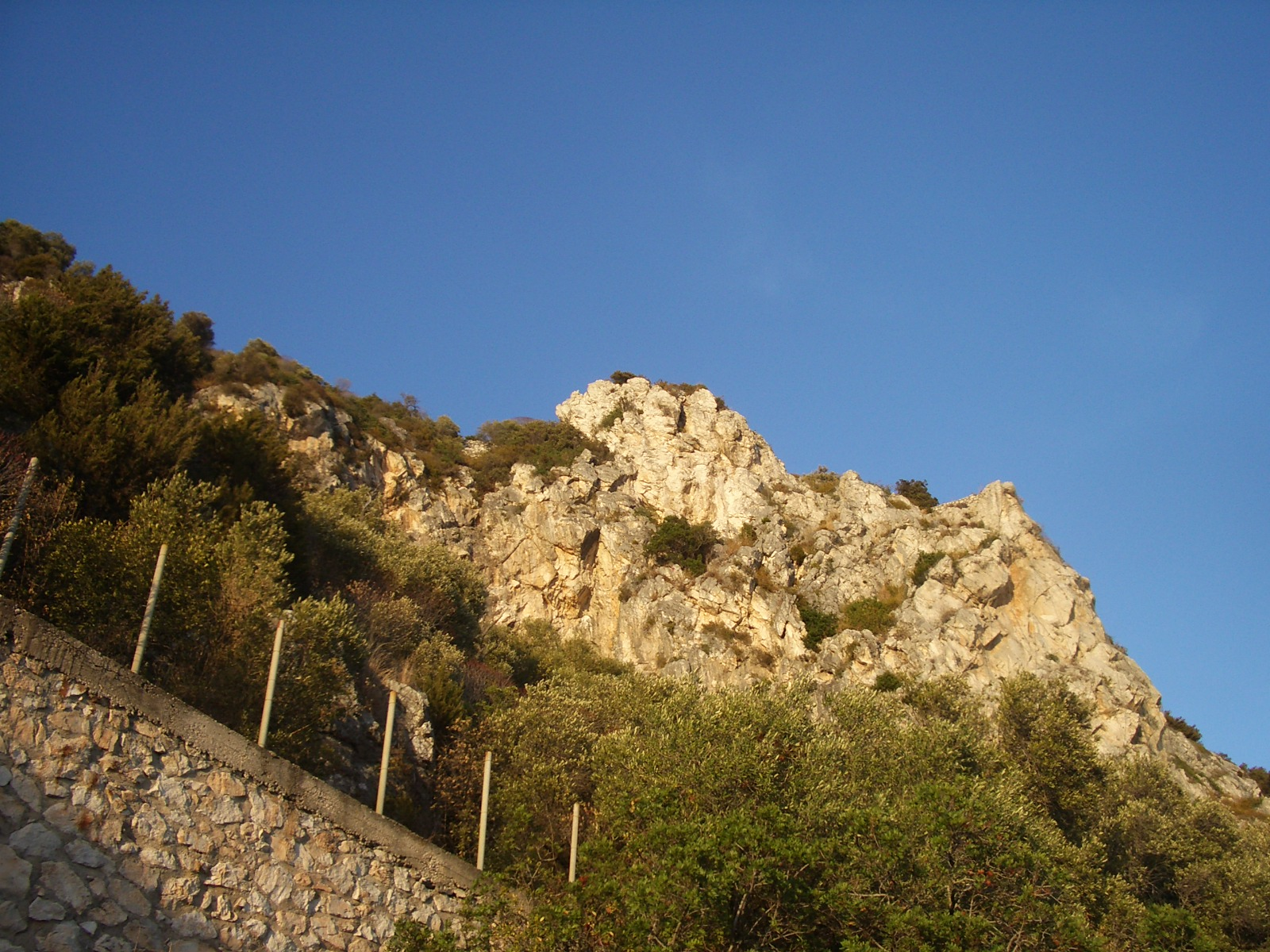
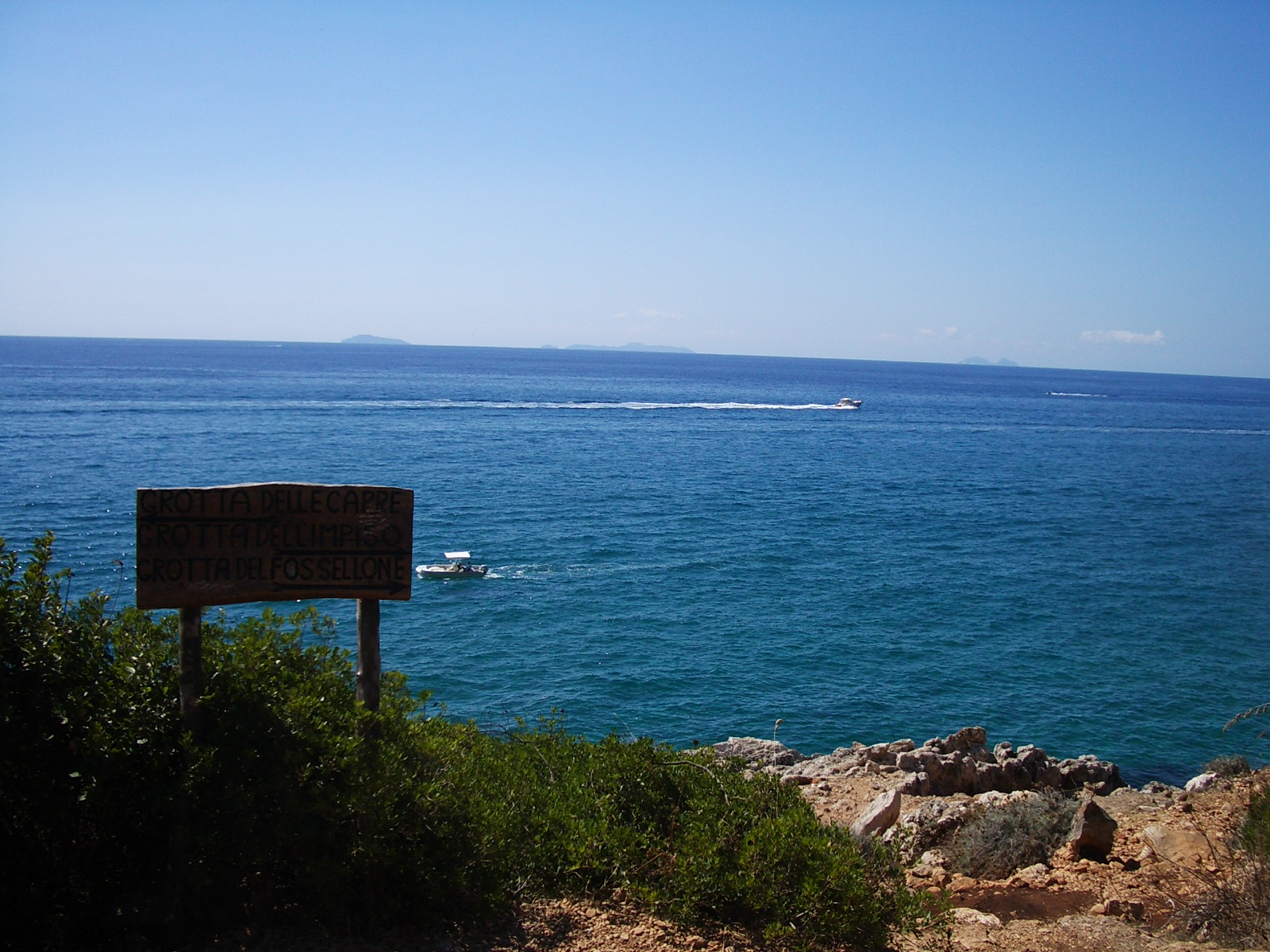
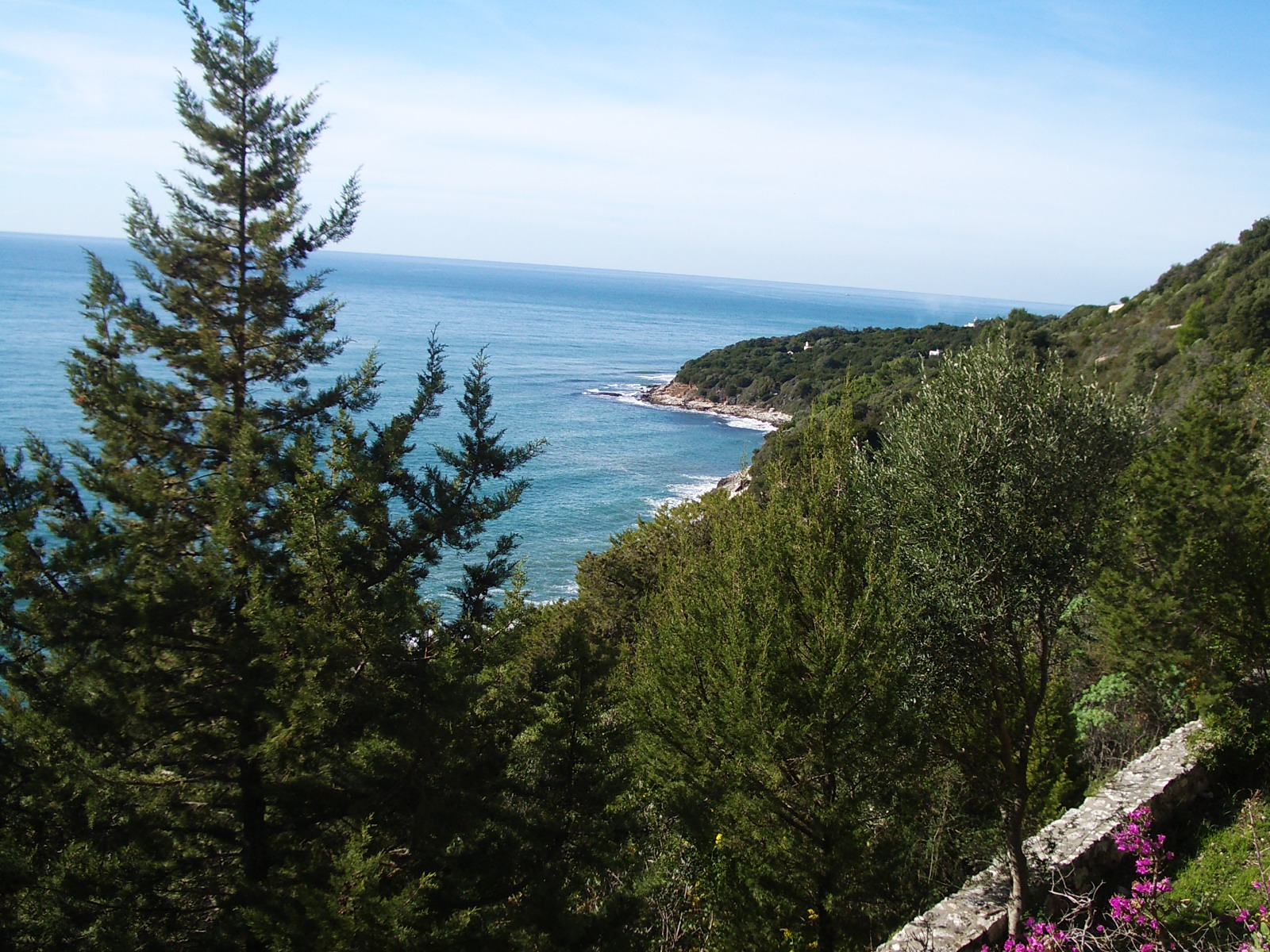
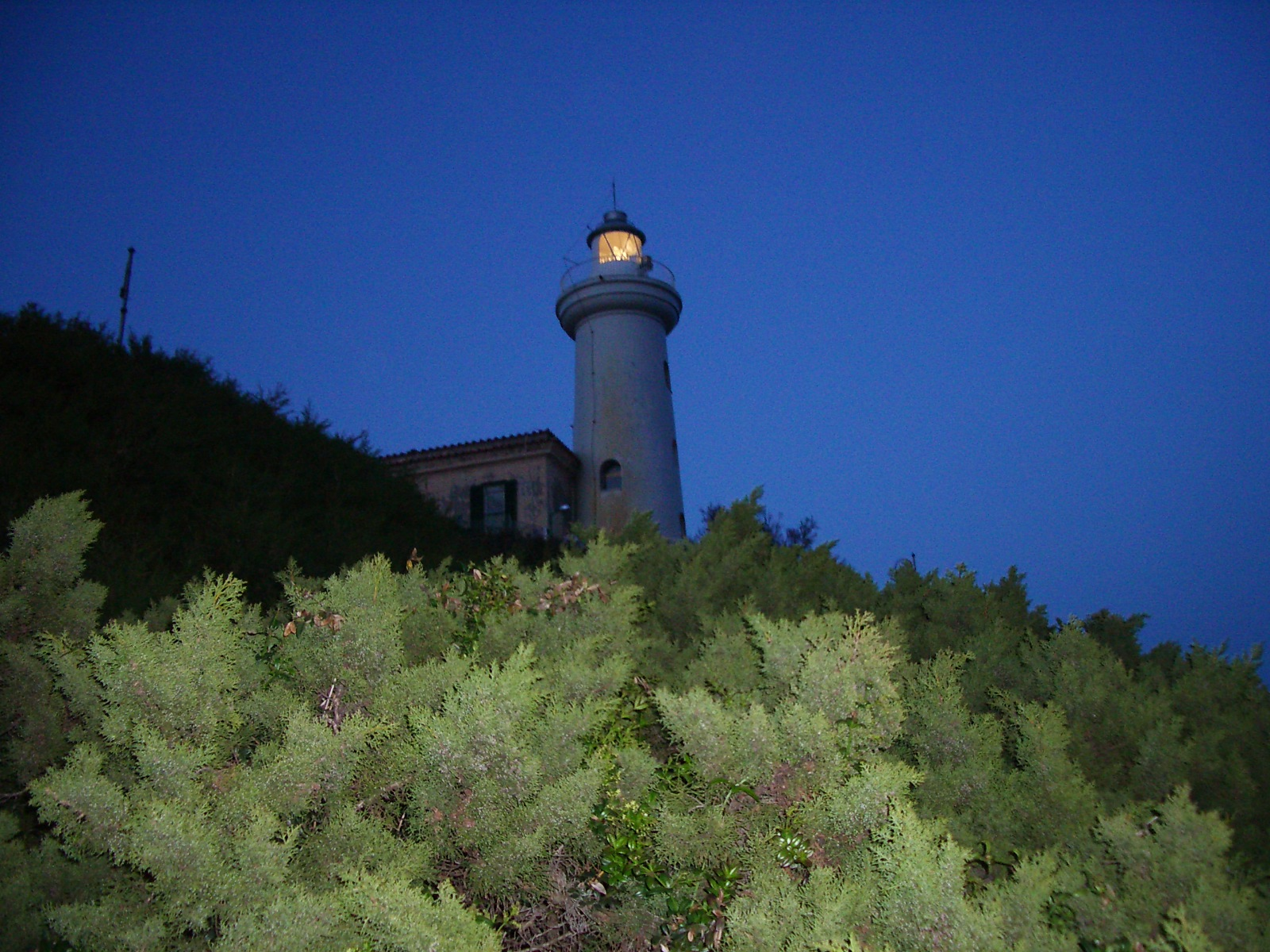
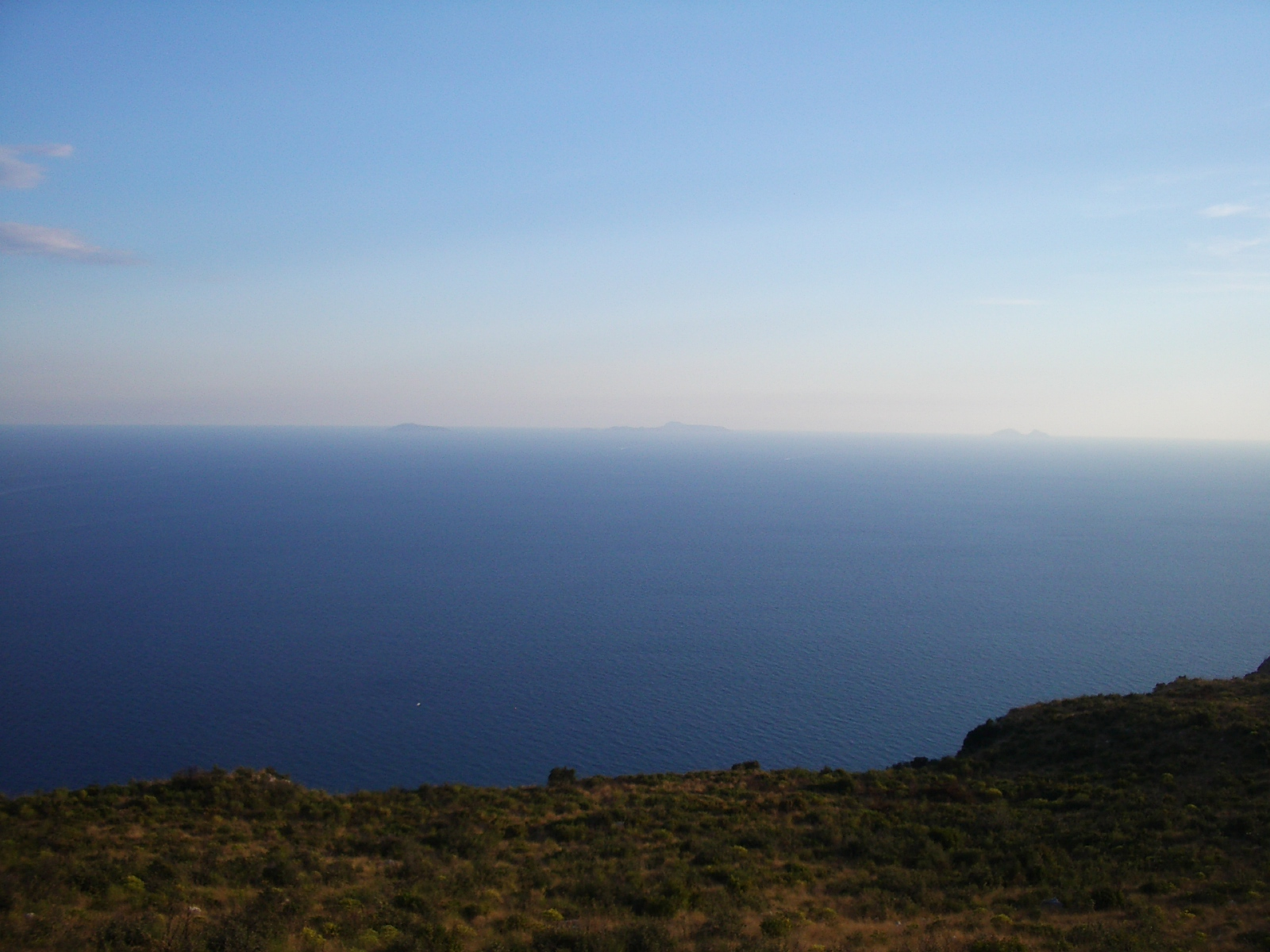
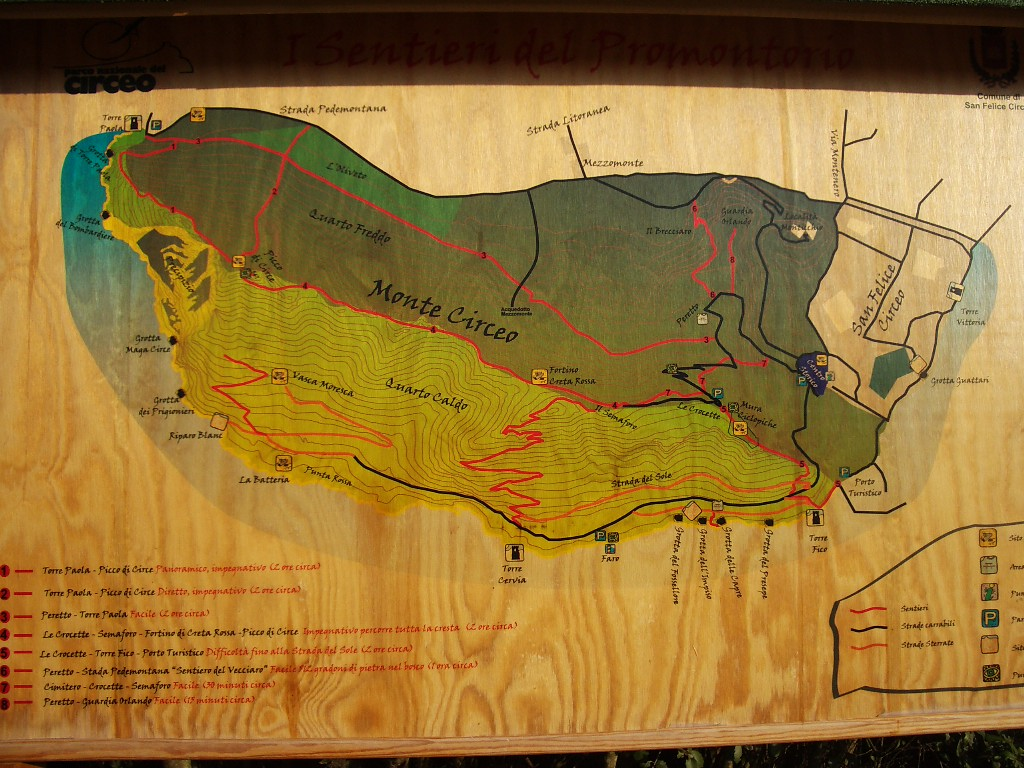